# Cinq maisons du Chán
Les cinq maisons du Chán (ou les cinq maisons du Zen) sont les cinq écoles principales du bouddhisme Chán qui apparurent en Chine sous le règne de la dynastie Tang. Bien qu'à l'époque, elles n'étaient pas considérées comme de véritables écoles du bouddhisme, elles sont aujourd'hui des écoles importantes dans l'histoire du bouddhisme Chán. La plupart des lignées des patriarches du Chán à travers l'Asie et le reste du monde trouvent leur origine ou furent au moins fortement influencées par ces cinq écoles du Chán.

## L'école de la montagne de l'Est

Huineng déchirant des sutras.

Les enseignements des patriarches Daoxin (道信 580–651) et Hongren (弘忍 601–674) constituèrent l'école de la montagne de l'Est, en raison de l'emplacement de la résidence de Hongren à Huangmei, à l'Est de la province du Hubei. Ce terme était utilisé par Shenxiu (神秀 606?–706), successeur le plus important de Hongren.
En 701, il fut invité à la cour impériale par l'impératrice Wu Zetian, qui lui accorda tout son intérêt. Les premiers documents décrivant la lignée des patriarches furent produits durant cette période.
D'après la tradition, le sixième patriarche Huineng (惠能 638–713) fut l'un des personnages emblématiques de l'histoire du Chán et toutes les écoles actuelles du Chán le considèrent comme leur ancêtre. Shenhui (神會), un successeur de Huineng affirma que ce dernier était le successeur de Hongren. C'est cependant Shenxiu qui fut reconnu comme véritable successeur de Hongren plus tard. Le plus éminent successeur de Shenhui fut Zongmi (宗密).
L'influence de Shenhui est perceptible dans le sūtra de l’Estrade, compilation d'histoires populaire sur Huineng et qui résout également l'antagonisme créé par Shenhui. Celui-ci lui même ne figure pas dans le texte : il fut véritablement évincé de l'histoire du Chán.
Des enseignements des écoles de la montagne de l'Est descendent les cinq maisons de Chán, via différentes lignées de succession :
| Hongren (601-674)  |                                        |                            |                   |
| Shenxiu (605?-706) | Huineng (638-713)                      | Huineng (638-713)          | Huineng (638-713) |
| École du Nord      | Xingsi (660-740)                       | Huairang (677-744)         | Shenhui (684-758) |
|                    | Xiqian (700-790)                       | Daoyi (709-788)            | École du Sud      |
|                    | École Fayan École Yunmen École Caodong | École Hongzhou École Linji | École Heze        |

## Les cinq maisons sous la dynastie Tang
Les cinq maisons se sont chacune construites sous la dynastie Tang (618-907) sur une méthode d'enseignement spécifique. Si, ces méthodes étaient significativement différentes les unes des autres, il n'était cependant pas rare qu'un enseignant d'une école donnée utilise les méthodes d'une autre.

### L'école Guiyang
L'école Guiyang (潙仰宗 Guíyáng) fut la première des cinq maisons du Chán. Elle tire son nom de la combinaison du nom du maître Guishan Lingyou (溈山靈祐) (771–854) et de son élève Yangshan Huiji (仰山慧寂) (807-883.
Lingyu était un disciple de Baizhang Huaihai, maître Chán chinois, tout comme Huangbo Xiyun (qui à son tour enseigna à Linji Yixuan (臨済義玄), fondateur de l'école Linji). Après avoir fondé l'école Guiyang, le disciple Huiji déplaça l'école dans la province actuelle du Jiangxi.
Cette école se distingue par son utilisation de métaphores ésotériques et d'images dans ses kōans et ses autres enseignements.
Au cours du règne de la dynastie Song (960-1279), l'école Guiyang, ainsi que les écoles Fayan et Yunmen furent absorbées par l'école Linji. Cependant, le maître Chán Xuyun tenta de faire revivre ces écoles. La tentative réussit en ce qui concerne l'école de Guiyang, Hsuan Hua étant son représentant moderne le plus connu.

### L'école Linji
L'école Linji (chinois : 臨済宗 ; pinyin : Línjì zōng) tire son nom de son fondateur, le maître Chán Linji Yixuan, qui se distingua pour son enseignement à l'aide de cris ou de coups afin d'aider ses disciples à atteindre l'éveil. L'école Linji est la principale école du Chán.

### L'école Caodong
L'école Caodong (chinois : 曹洞宗 ; pinyin : Cáodòng zōng) fut fondée par Dongshan Liangjie (洞山良价) et ses héritiers du Dharma au IXe siècle. Certains attribuent le nom de cette école à une combinaison des noms de « Dongshan » et de l'un de ses héritiers dans le Dharma : Caoshan Benji (曹山本寂). Cependant, d'autres sources avancent que le « Cao » pourrait provenir de Caoxi (曹溪), le nom du temple où étudiait Huineng, sixième patriarche du Chán.
L'école Caodong met l'accent sur la méditation assise (zazen) et plus tard sur les techniques d'illumination silencieuse (liée au shikantaza, « seulement s'asseoir »).
En 826, le maître coréen Doui (道義), disciple du sixième patriarche Huineng, diffusa le Chán en Corée, qui devint alors le Seon. Il y fonda les monastères des «neuf montagnes du Seon » qui adoptèrent le nom d'ordre Jogye.
En 1227, le maître japonais Dōgen, ancien disciple de l'école Tendai, partit en Chine étudier la doctrine de l'école Caodong. Il importa les doctrines de cette école en créant à son retour au Japon l'école Sōtō. L'école Caodong est encore aujourd'hui une école chinoise respectable du Chán et se place juste derrière l'école Linji en nombre de moines et de temples.

### L'école Fayan
L'école Fayan (chinois : 法眼宗 ; pinyin : Fǎyǎn zōng) fut nommée d'après le maître chinois du Chán Fayan Wenyi (法眼文益) (885-958).

### L'école Yunmen
L'école Yunmen (chinois : 雲門宗 ; pinyin : Yúnmén zōng) tire son nom de Yunmen Wenyan (雲門文偃).

## Les cinq maisons sous la dynastie Song
Sous la dynastie Song (960-1279), les écoles Guiyang, Fayan et Yunmen furent progressivement absorbées par l'école Linji. L'école Caodong fut importée au Japon au XIIIe siècle par Dōgen. Il reçut la transmission du Dharma de Rujing au temple de Tiantong avant de créer l'école japonaise Sōtō.

## Le Chán aujourd'hui
De nos jours, les écoles Linji et Caodong sont encore actives en Chine. Shengyan (聖嚴) fut un exemple d'enseignant moderne des doctrines Linji et Caodong. Xuyun (虚云), quant à lui, relança les écoles Guiyang, Fayan et Yunmen en Chine.